# 全國加油站
全國加油站，英文簡稱NPC，是台灣民營連鎖加油站，1988年8月8日成立，是除了台灣中油、台亞石油之外的第三大加油站。
1988年8月8日，台灣省礦油商業同業公會聯合會會員發起成立全國加油站，全國加油站創辦人兼益州化學工業董事長秦嘉鴻當選全國加油站第一任董事長，實收資本額新台幣3,750萬元。1994年11月，全國加油站召開股東臨時會，董事賴正時當選董事長。1995年12月27日，全國加油站於中華民國證券櫃檯買賣中心股票上櫃。2000年9月11日，全國加油站於台灣證券交易所股票上市，股票代號9937。
全國加油站總部設於臺北市文山區全國加油站景美站4樓，油品採用台塑石化。2015年10月28日，台灣壹週刊「第十二屆服務第壹大獎」頒獎典禮，全國加油站獲頒加油站第二名。

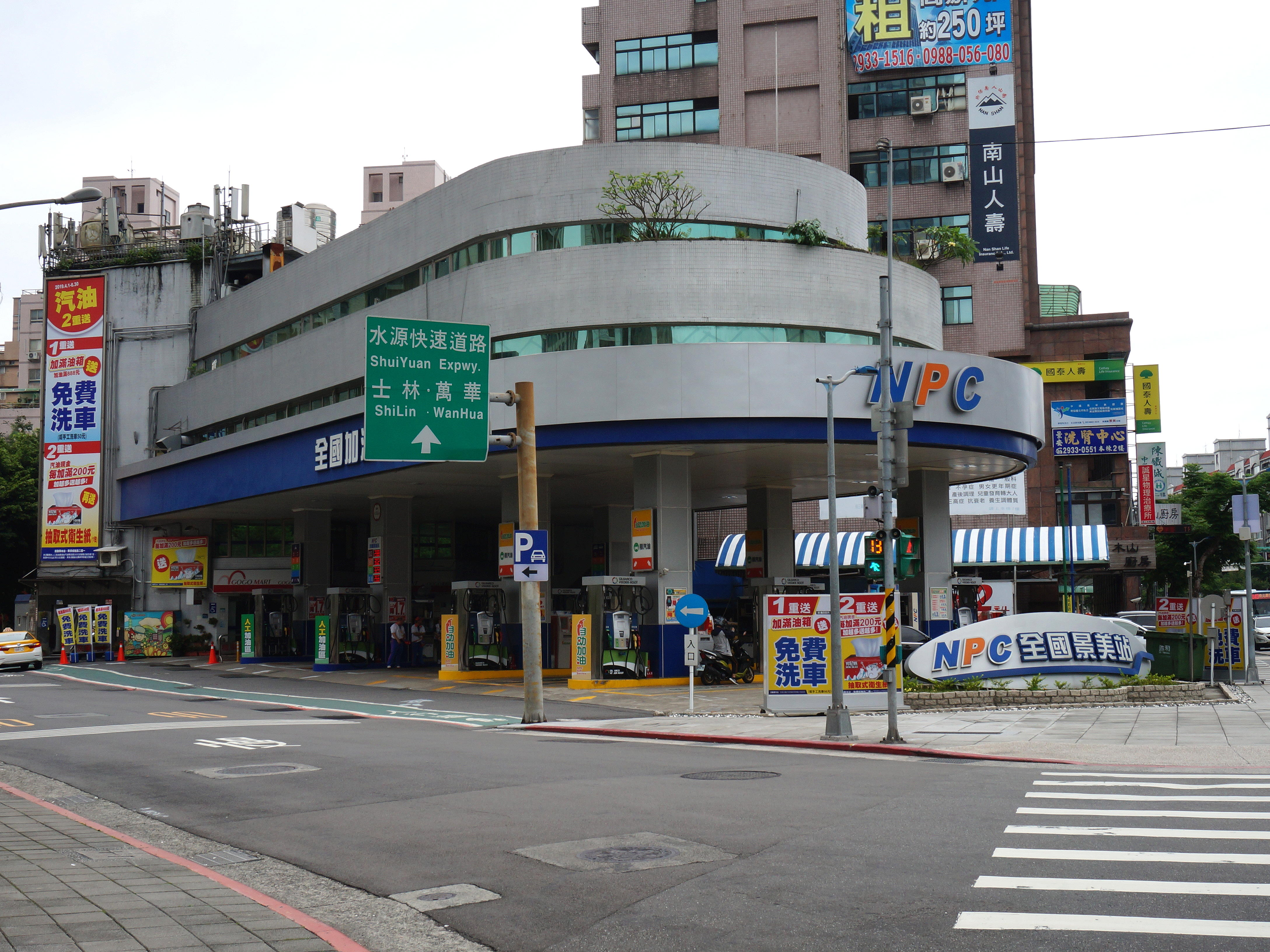
全國加油站景美站，4樓為全國加油站總部

2010年五都選舉，民主進步黨新北市市長候選人蔡英文在工業區活動中自爆，她家曾有掛在她名下的土地租給全國加油站創辦人秦嘉鴻，作為加油站用地。2016年蔡英文政府上任後，秦嘉鴻一直獲聘為中華民國總統府國策顧問，還時常與蔡英文的親信洪耀福一同出現在「小英之友會」相關活動。

## 聯名信用卡
- 聯邦商業銀行全國加油聯名卡[5][6]

全國加油站 進軍中小型商場（页面存档备份，存于）

## 外部連結
- 官方网站 （页面存档备份，存于）